# لیزا آلبورگتی
لیزا آلبورگتی (انگلیسی: Lisa Alborghetti؛ زادهٔ ۱۹ ژوئن ۱۹۹۳) بازیکن فوتبال اهل ایتالیا است.
از باشگاه‌هایی که در آن بازی کرده‌است می‌توان به باشگاه فوتبال زنان آ.ث. میلان و باشگاه فوتبال زنان اینتر میلان اشاره کرد.
وی همچنین در تیم‌های ملی فوتبال Italy women's national under-17 football team, Italy women's national under-19 football team، و زنان ایتالیا بازی کرده‌است.